# Benjamin Schmolck

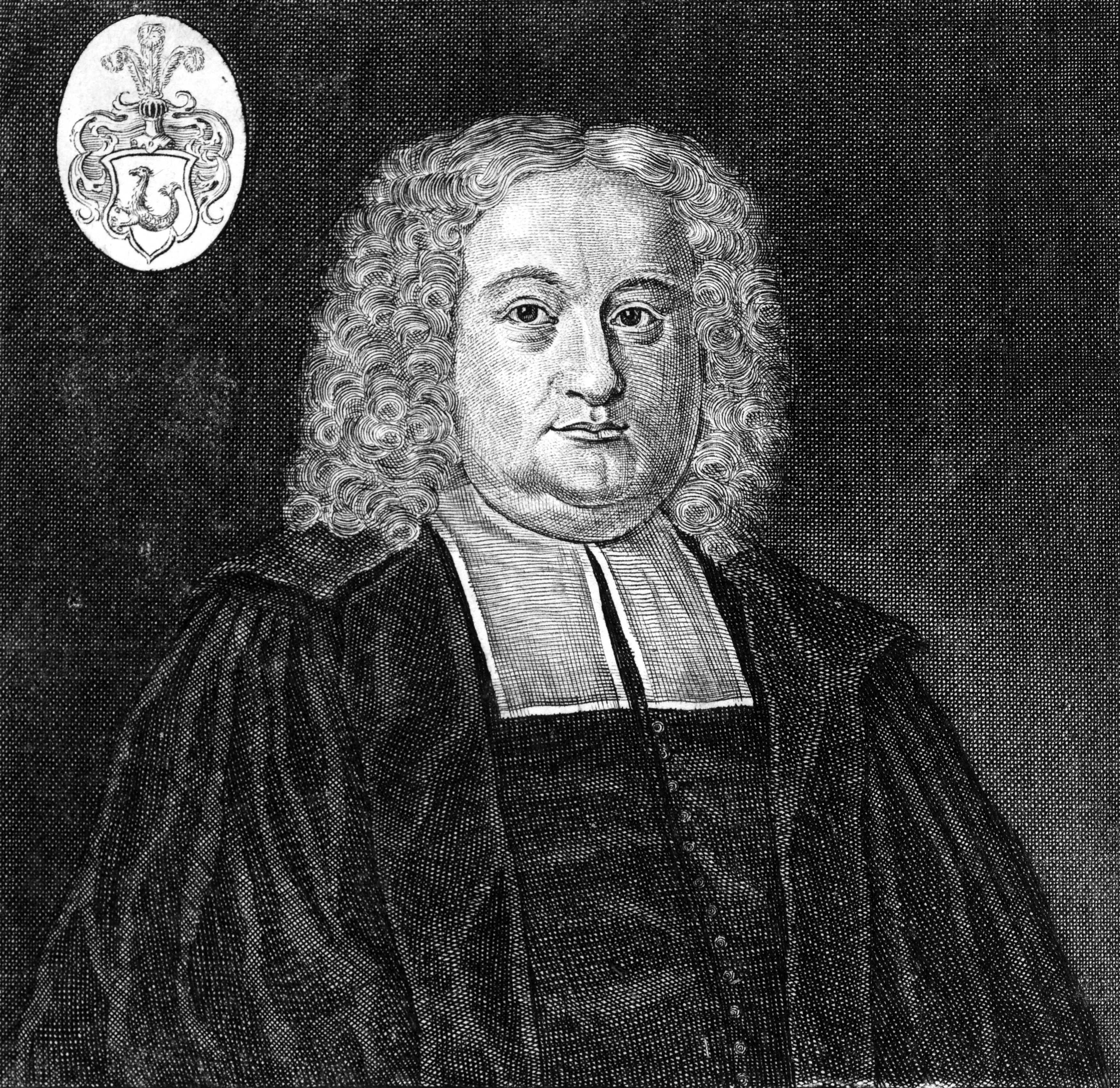
Benjamin Schmolck (Stich von Tobias Gabriel Beck)

Benjamin Schmolck (Schmolke) (* 21. Dezember 1672 in Brauchitschdorf im Herzogtum Liegnitz; † 12. Februar 1737 in Schweidnitz) war ein deutscher Kirchenliederdichter des Barock.

## Leben

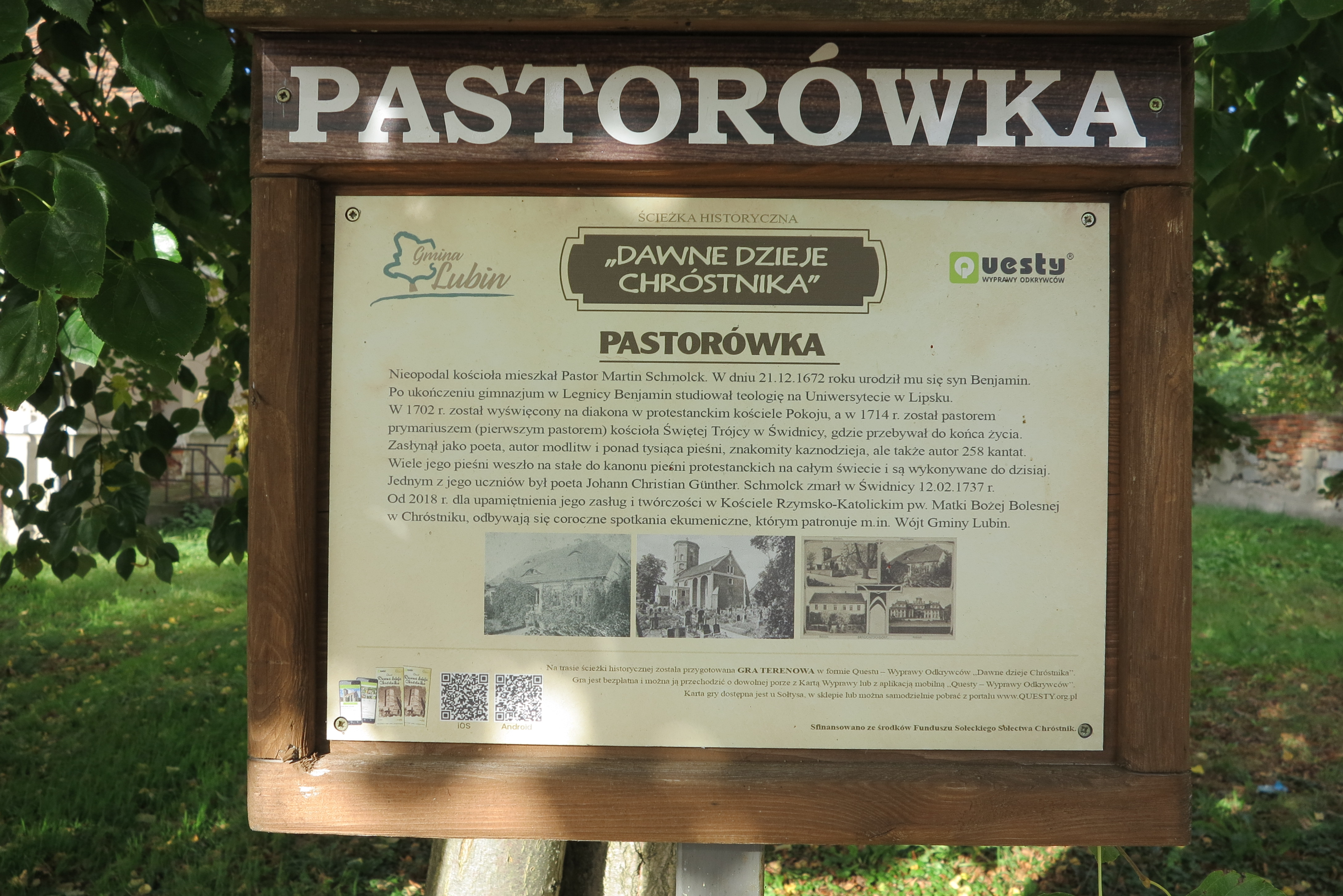
Der Schaukasten informiert über die Geschichte des Pfarrhauses und dass seit 2018 ökumenische Gottesdienste zur Erinnerung an Leben und Werk von Benjamin Schmolck stattfinden.

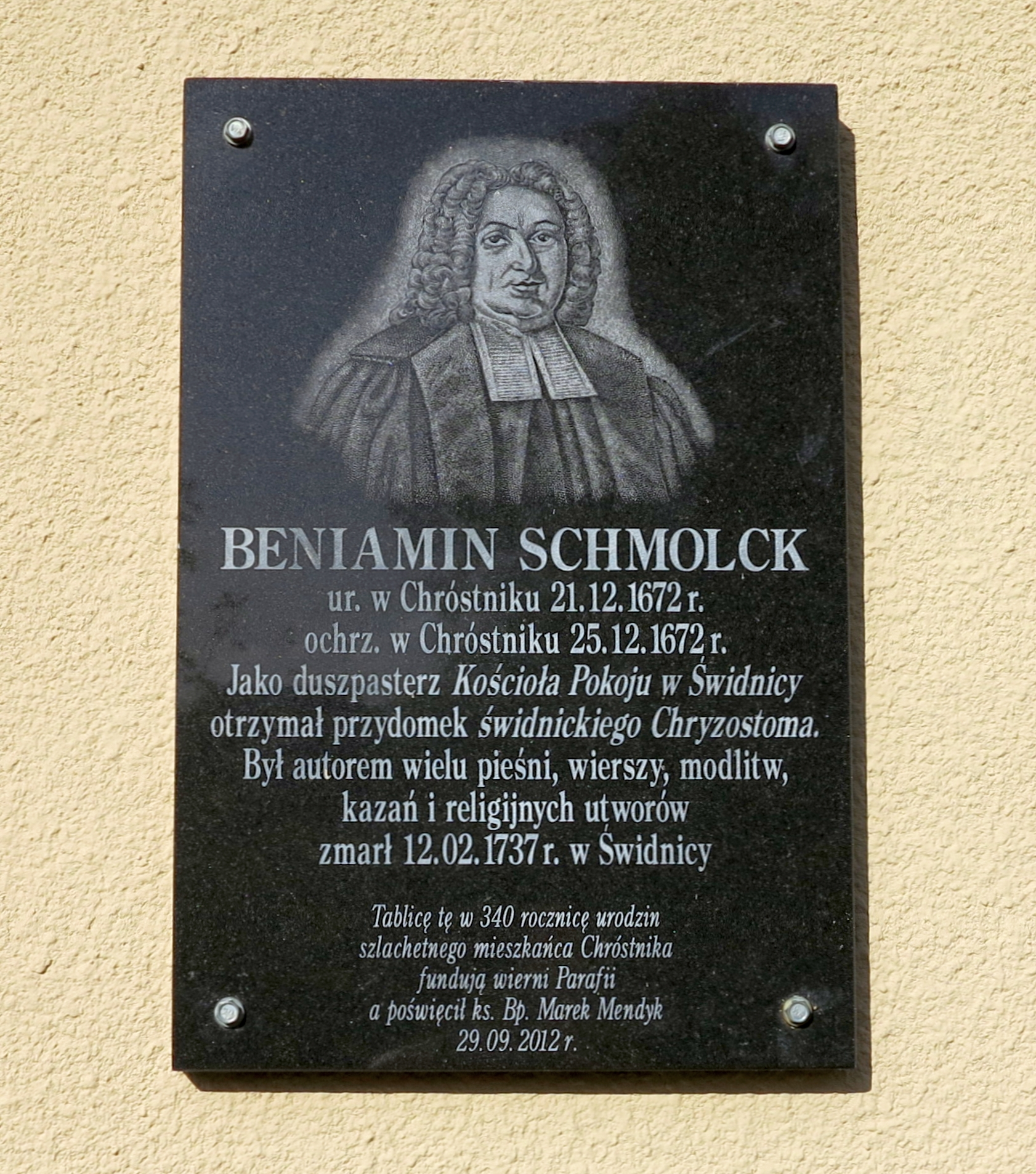
Gedenktafel für Benjamin Schmolck an der heute katholischen Kirche in Chróstnik: Benjamin Schmolck, geb. in Chróstnik 21.12.1672, getauft in Chróstnik 25.12.1672. Als Pfarrer der Friedenskirche in Swidnica bekam er den Beinamen „Schweidnitzer Chrysostomos“. Er war Autor vieler Lieder, Gedichte, Gebete, Predigten und religiöser Werke. Er starb am 12.02.1737 in Swidnica. Diese Tafel stifteten am 340. Geburtstag des edlen Einwohners von Chróstnik Gläubige der Gemeinde, gesegnet wurde sie am 29.09.2012 von Bischof Marek Mendyk.

Benjamin Schmolck, Sohn des Pastors Martin Schmolck, besuchte das Gymnasium in Liegnitz und wurde 1693 an der Theologischen Fakultät in Leipzig immatrikuliert. In dieser Zeit begann er dichterisch hervorzutreten und erhielt bereits als Student den Titel eines kaiserlichen Poeta laureatus. Nach Abschluss des Studiums 1697 half er seinem Vater in Brauchitschdorf, bis er 1702 als Diaconus an die Schweidnitzer Friedenskirche berufen wurde. Hier verbrachte er den Rest seines Lebens, seit 1714 als Hauptpastor, d. h. Pastor primarius. Zugleich lehrte er an der Gnadenschule, wo der Lyriker Johann Christian Günther zu seinen Schülern gehörte. Wegen seiner dichterischen Nähe zu dem berühmten norddeutschen Prediger wurde Schmolck auch der „schlesische Rist“ genannt.
Der von ihm gedichtete Kantaten-Jahrgang Das Saiten-Spiel des Hertzens erschien in mehrfachen Auflagen und wurde von verschiedenen Komponisten vertont, darunter Georg Philipp Telemann, Gottfried Heinrich Stölzel und Johann Friedrich Fasch. Schmolck dichtete insgesamt 1183 Lieder, von denen einige heute noch gesungen werden, so z. B. Tut mir auf die schöne Pforte (EG 166), Jesus soll die Losung sein (EG 62), Schmückt das Fest mit Maien (EG 135), Liebster Jesu, wir sind hier, deinem Worte nachzuleben (EG 206) und Herr, höre, Herr, erhöre (EG 423). Seine Erbauungs- und Gebetbücher sind weit verbreitet und wurden immer wieder aufgelegt. Theologisch sind sie der lutherischen Orthodoxie zuzuordnen.

## Gedenktag
11. Februar im Evangelischen Namenkalender.

## Werke
- Der Lustige Sabbath/ Jn der Stille Zu Zion Mit Heiligen Liedern gefeyert/ Nebst einem Anhange Täglicher Morgen- und Abend- Kirch- Beicht- Buß- und Abendmahls-Andachten. 1. Auflage. Liebig, Jauer; Reimann, Schweidnitz 1712, urn:nbn:de:kobv:b4-20543-0 (176 S., Digitalisat und Volltext im Deutschen Textarchiv).
- Das Saiten-Spiel des Hertzens, Am Tage des Herrn, Oder Sonn- und Fest-tägliche Cantaten : Nebst einigen andern Liedern. Breßlau/Liegnitz 1720 (336 S., Scan in der Google-Buchsuche).
- Geistlicher Wanderstab Des Sionitischen Pilgrims. Leipzig 1722 (Scan und OCR-Digitalisat in der Digitalen Bibliothek Mecklenburg-Vorpommern).
- Der vor seinem Gott Bußfertig-erscheinende Sünder, wie er sich wenn er an Jesu Gnadentafel als ein würdiger Gast erscheinen will, so wohl zur Beichte, als zum Gebrauch des heiligen Abendmahls, vorbereiten soll, oder auserlesene Buß- Beicht- und Communionandachten, welche beygefüget Die sieben Bußpsalmen, nebst den Gott-geheiligten alltäglichen Morgen und Abendandachten. Zwickau 1730; Stößel, Chemnitz 1736, urn:nbn:de:kobv:b4-34987-8 (256 S., Digitalisat und Volltext im Deutschen Textarchiv).
- Sämtliche Trost- und Geistreiche Schrifften, Auf Vielfältiges Begehren besonderer Liebhaber derselben Also bequem zusammen gesammlet, Und mit einer Vorrede von des Herrn Auctoris Leben und Schrifften. Tübingen 1740.
- Das Himmlische Vergnügen in Gott, oder vollständiges Gebett-Buch. Neue Auflage. Im Hof, Basel 1753, urn:nbn:de:kobv:b4-34988-2 (816 S., Digitalisat und Volltext im Deutschen Textarchiv).
- Gott-geheiligte Morgen- und Abend-Andachten. Samt dessen Lebens-Beschreibung zum Druck befördert durch Friedrich Roth-Scholtzen; nunmehro aber mit einer neuen Vorrede und erbaulichen Wetter-Gebeten vermehrt. Nürnberg 1754.

Siehe auch unter Weblinks.